# Molinos (Chile)
Molinos é uma localidade ubicada en la comuna de Arica, Província de Arica, ao extremo norte da Região de Arica e Parinacota.
Está localizado na ribeira sul do rio Lluta em uma estribação do vale de Lluta, ao sudoeste de Sora.

## Igreja de Molinos
A capela de Santa Peregrina data do século XVIII. Está situada no faldeo sul do rio que da origen ao vale. Está construída enteramente de adobe com a arquitetura própria da região.

## Demografia
| Coordenadas                  | Localidade | Categoria | População (censo 2002) | População masculina | População femenina | casas (censo 2002) |
| ---------------------------- | ---------- | --------- | ---------------------- | ------------------- | ------------------ | ------------------ |
| 18° 22′ 50″ S, 69° 56′ 40″ O | Molinos    | Caserío   | 39                     | 30                  | 9                  | 32                 |